# Oberflächengewässer

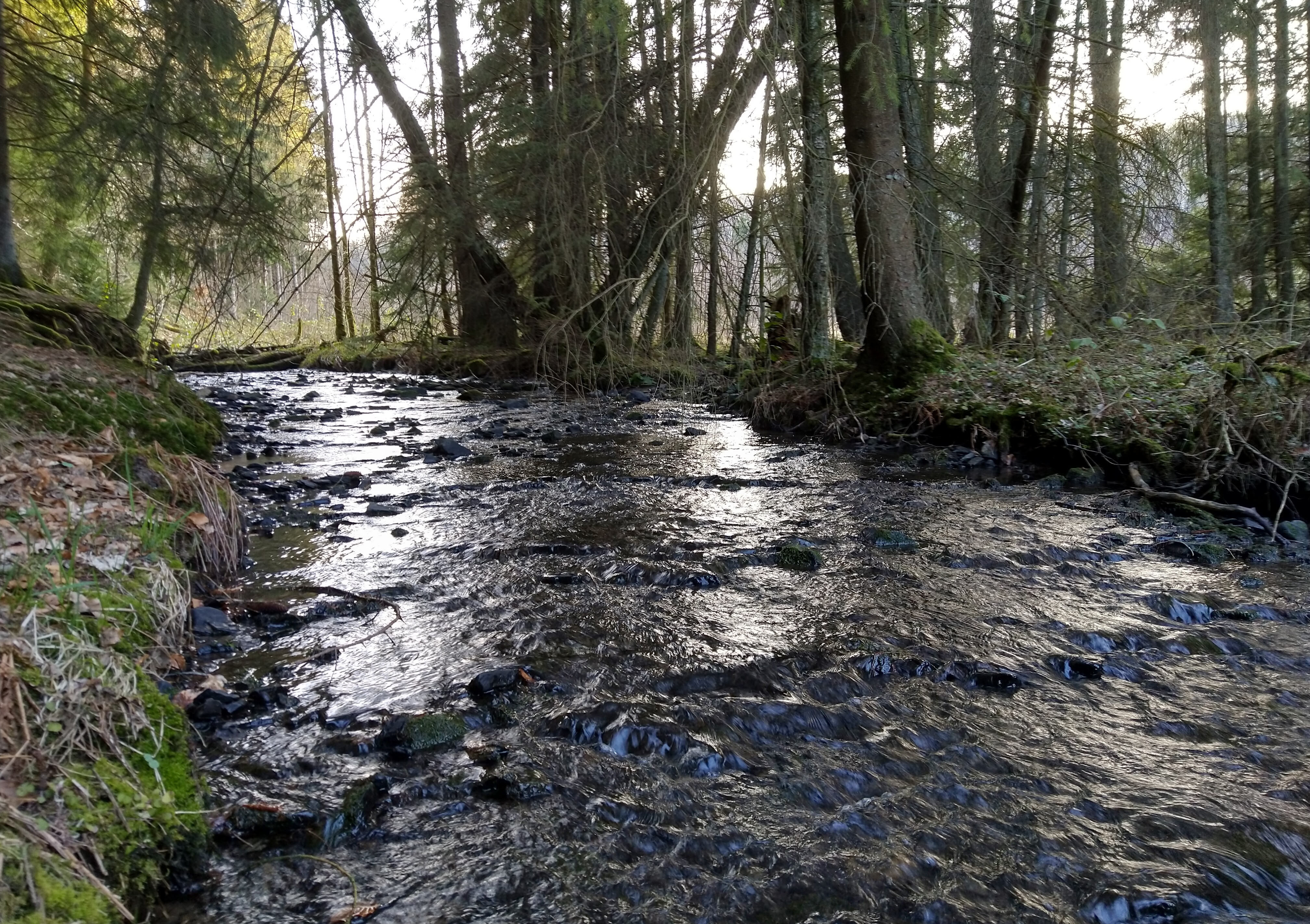
Der Aubach als Beispiel für ein fließendes Oberflächengewässer

Oberflächengewässer, je nach Zusammenhang auch oberirdische Gewässer oder offene Gewässer genannt, sind die Binnengewässer mit Ausnahme des Grundwassers. Sie umfassen sowohl Stillgewässer (auch stehende oder Standgewässer genannt) wie auch die Fließgewässer. Oberflächengewässer stehen, als Bestandteil des globalen Wasserkreislaufs, in ständigem Austausch und Zusammenhang mit dem unterirdischen Grundwasser wie auch mit den Meeren. Ihre genaue Abgrenzung und Definition ist daher unscharf und vom Kontext abhängig, wobei naturwissenschaftliche, hydrologische, hydrogeologische und limnologische Definitionen und juristische Begriffe nicht immer übereinstimmen. Zweifelsfälle betreffen etwa einige Formen von Karstgewässern, Feuchtgebieten oder auch Ästuare (Flussmündungen) und marine, küstennahe Flachwasserbereiche.

## Rechtliche Regelungen
Der Status eines „Gewässers“ ist rechtlich mit verschiedenen Verpflichtungen verbunden und daher in nationalen wie internationalen Regelungen definiert.
- Wasserrahmenrichtlinie: In der Wasserrahmenrichtlinie sind „Oberflächengewässer“ „die Binnengewässer mit Ausnahme des Grundwassers sowie die Übergangsgewässer und Küstengewässer“ (Übergangsgewässer sind Gewässer in der Nähe von Flussmündungen, die einen gewissen Salzgehalt aufweisen, aber im Wesentlichen von Süßwasserströmungen beeinflusst werden).[1] Gemäß der Wasserrahmenrichtlinie gehören also die Küstengewässer zu den Oberflächengewässern.
- Wasserhaushaltsgesetz: Im deutschen Wasserhaushaltsgesetz sind „Oberirdische Gewässer“ das ständig oder zeitweilig in Betten fließende oder stehende oder aus Quellen wild abfließende Wasser. Sie bilden, zusammen mit den Küstengewässern und dem Grundwasser die Gewässer insgesamt.[2] Zum Schutz der Oberflächengewässer wurde 2016 die Oberflächengewässerverordnung[3] erlassen, deren Begriffsbestimmung der Wasserrahmenrichtlinie folgt. Oberflächengewässer sind also die oberirdischen Gewässer einschließlich der Übergangsgewässer plus die Küstengewässer (§ 2: Begriffsbestimmungen).
- Das schweizerische Gewässerschutzgesetz definiert Oberirdisches Gewässer: Wasserbett mit Sohle und Böschung sowie die tierische und pflanzliche Besiedlung. im Gegensatz dazu ist ein unterirdisches Gewässer das Grundwasser.[4]

Vergleichbare, aber in Detailbestimmungen jeweils abweichende Regelungen finden sich in den meisten nationalen Rechtsordnungen.
Zu beachten ist, dass juristisch als Oberflächengewässer bzw. als oberirdisches Gewässer definierte Einzelgewässer (im Zusammenhang mit der Wasserrahmenrichtlinie wird von Wasserkörpern gesprochen) diesen Status auch dann behalten, wenn sie verrohrt sind. Ein verrohrtes Fließgewässer, oder ein verrohrter Abschnitt eines solchen, bleibt also rechtlich ein Oberflächengewässer. Das der Abwasserbeseitigung dienende Kanalnetz (Kanalisation) ist im juristischen Sinne kein Gewässer.

## Wissenschaftliche Definitionen
In naturwissenschaftlichen Werken wird der Begriff Oberflächengewässer vielfach verwendet, ohne vergleichbar scharf wie im juristischen Kontext definiert zu sein. Limnologen und Hydrologen definieren ihn vor allem negativ gegenüber dem Grundwasser. Grundwasser ist „unterirdisches Wasser, welches tropfbar ist (nicht kapillar gebunden), einen zusammenhängenden Wasserkörper bildet und dessen Bewegung durch Schwerkraft und Reibungskräfte bestimmt ist“ bzw. „unterirdisches Wasser, das die Hohlräume der Erdrinde zusammenhängend ausfüllt und dessen Bewegung ausschließlich oder nahezu ausschließlich durch die Schwerkraft und den durch die Bewegung selbst ausgelösten Reibungskräften bestimmt wird“. Die Begriffe unterirdisches Gewässer und Grundwasser sind (weitgehend) deckungsgleich. Dementsprechend sind oberirdische oder offene Gewässer alle Gewässer, die nicht zum Grundwasser zählen. Aus praktischen und wissenschaftsgeschichtlichen Gründen werden dabei Binnengewässer und Meeresgewässer fast immer getrennt behandelt. Zwar gibt es auch unter dem Meeresboden sowohl Grundwasser wie auch wassergefüllte Hohlräume wie marine Höhlen, die Begriffe offenes Gewässer oder Oberflächengewässer sind aber im Zusammenhang mit marinen Gewässern nicht üblich (sowohl ober- wie auch unterirdisch gibt es auch hier Zweifelsfälle, die sich einer präzisen Definition entziehen wie z. B. die anchialinen Gewässer).
Oberirdische Gewässer und das Grundwasser als unterirdisches Gewässer hängen im Rahmen des Wasserkreislaufs zusammen. Grundwasser tritt in Quellen zutage und bildet ein oberirdisches Gewässer (die Quellen werden im Regelfall hier mitgezählt). Die Sohle oberirdischer Gewässer hängt meist von der Höhe des Grundwasserspiegels ab, so dass das Gewässer den Grundwasservorfluter bildet, sie kann aber auch in der ungesättigten Zone liegen, wodurch das Gewässer über Versickerung Wasser an das Grundwasser abgibt. Da Grundwasser Lebensraum einer eigenen Grundwasserfauna ist, grenzen Limnologen beide Bereiche neben der hydrologischen Definition teilweise auch nach der Lebensgemeinschaft voneinander ab.

### Zweifelsfall Karstgewässer
In Karstgebieten bilden sich durch die Löslichkeit der Gesteine in Wasser umfangreiche unterirdische Hohlraumsysteme aus, die als Höhlen teilweise auch dem Menschen zugänglich sind. Ausgedehnte Höhlen sind nicht vollständig wassergefüllt, sondern bilden ausgedehnte luftgefüllte Hohlraumsysteme (die sogenannte vadose Zone). Die permanent wassergefüllten Höhlensysteme werden zum Grundwasser gerechnet. Im Kontakt zum Luftraum stehende Höhlenseen und Höhlenflüsse, insbesondere solche Höhlenflüsse, die von der Oberfläche in Karsthohlräume eindringen und nur eine gewisse Strecke unterirdisch weiterfließen, besitzen aber hydrologische und ökologische Eigenschaften, die eher denjenigen von oberirdischen Gewässern ähneln und werden im Zweifelsfall eher mit diesen zusammen klassifiziert.

## Stellung im Wasserkreislauf
Das Wasservolumen in oberirdischen Binnengewässern ist im Verhältnis zu den anderen Speichern des Systems relativ gering. Fließ- und Standgewässer zusammengenommen besitzen ein Wasservolumen von etwa 178000 bis 360000 Kubikkilometer. Im Verhältnis zum Grundwasser, zu den im Eis festgelegten Wassermengen oder zum Inhalt der Ozeane sind dies nur wenige Prozent. Das Wasserdargebot von Süßwasser in Deutschland wird auf 188 Milliarden Kubikmeter abgeschätzt, davon 49 Milliarden Grundwasser. Global sind etwa 4,6 Millionen Quadratkilometer von Oberflächengewässern bedeckt, das sind etwas mehr als drei Prozent der Landoberfläche.